# Comarruga
Comarruga (o Coma-ruga) è una località balneare nel comune di El Vendrell, nella provincia di Tarragona (Catalogna, Spagna). Si estende lungo la spiaggia di Comarruga, lunga 2,3 km. Fino al 1946 faceva parte dell'ex comune di Sant Vicenç de Calders.

## Geografia fisica

### Territorio

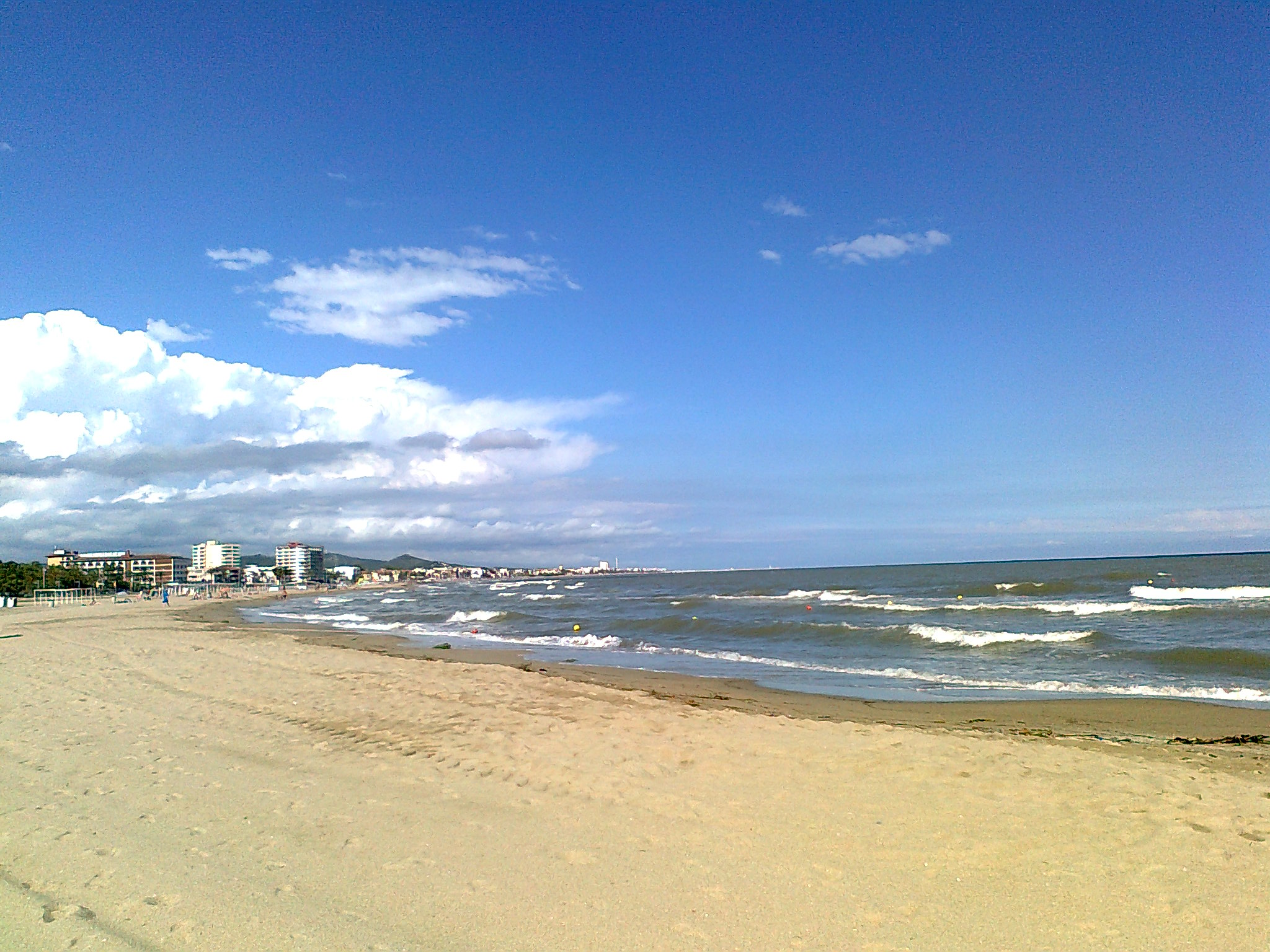
Panorama della spiaggia di Comarruga

Comarruga si trova nella parte orientale della Costa Dorada, circa 55 km a ovest dell'aeroporto di Barcellona-El Prat, vicino alle famose località turistiche di Calafell e Torredembarra. Sviluppata negli anni '50 e '60, Comarruga è diventata una destinazione turistica popolare, in particolare per le famiglie. Una bella spiaggia di sabbia dorata che si estende per oltre 2 km è la sua principale attrazione.

### Clima
Comarruga ha un clima tipicamente mediterraneo (classificazione climatica Köppen: Csa) caratterizzato da inverni miti ed estati calde. La stagione più piovosa è l'autunno e la stagione più secca è l'estate. Le ore di sole sono più di 2500 all'anno.

## Storia
Il primo riferimento scritto a Comarruga risale al 1180, quando l'abate di Sant Cugat concesse ad Arnau Sunyer i Berenguer il luogo chiamato "ipsum vilare de Coma Ruga", vicino ai castelli di Calders e Saint Vincent. La concessione non prevedeva la proprietà dello stagno di Comarruga, che apparteneva al monastero di Sant Cugat.
Nel 1183 l'abate del monastero di Sant Cugat concesse ulteriori diritti a Bernat de Papiol, che accettò di custodire e difendere le proprietà del monastero e i suoi abitanti.
Nel 1887 fu costruita a Comarruga la stazione ferroviaria di Sant Vicenç de Calders. Nel corso del XX secolo questa stazione ferroviaria divenne uno dei più importanti scali ferroviari della Catalogna. Per questo motivo un piccolo quartiere, abitato principalmente da ferrovieri e dalle loro famiglie, si è sviluppato nella città. Durante la guerra civile spagnola questa stazione fu attaccata più volte dall'esercito del generale Franco. Con la collaborazione di aerei italiani tra il 25 e il 29 dicembre 1938, Comarruga fu pesantemente bombardata e molti dei suoi abitanti morirono.
Nel 1892 le sorgenti termali dello stagno e la piccola insenatura (riuet) di Comarruga furono dichiarate  di pubblico interesse per le loro proprietà salutari. Nel 1920, un hotel ed una spa furono costruiti vicino allo stagno. Iniziò quindi lo sviluppo urbano di Comarruga che più tardi, negli anni '60 e '70, sarebbe diventata un'importante città turistica.

## Società

### Demografia
Nel 2015 la popolazione di Comarruga era di 4 074 abitanti.

### Lingue
Le due lingue ufficiali sono lo spagnolo e il catalano. I governi regionali e locali usano quasi esclusivamente il catalano e i cartelli sono generalmente scritti in questa lingua. Lo spagnolo è la lingua degli affari e la lingua più comunemente parlata tra residenti e visitatori.
La maggior parte dei giovani ha una certa conoscenza dell'inglese e le persone che lavorano nel settore turistico possono parlare anche altre lingue.

### Religione
C'è una chiesa cattolica romana, costruita nel 1956-57. Le messe sono offerte in spagnolo e catalano.

## Infrastrutture

### Trasporto
L'aeroporto di Barcellona-El Prat si trova 56 km ad est di Comarruga. C'è un collegamento ferroviario dalla stazione di Sant Vicenç de Calders, via Barcelona-Sants, ogni 30 minuti.
La stazione ferroviaria di Comarruga (il cui nome ufficiale è Sant Vicenç de Calders) è utilizzata principalmente dai treni pendolari. Solitamente ci sono 3 treni all'ora per Barcellona e 1-2 per Tarragona.
La stazione ferroviaria di Camp de Tarragona, 33 km ad ovest è utilizzata dai treni ad alta velocità (AVE) della tratta Barcellona-Madrid. Ci sono undici collegamenti al giorno.
Comarruga è servita da tre autostrade: la AP-2 (El Vendrell - Saragozza, che continua con l'A-2 fino a Madrid), la AP-7 (confine francese - Vera) e la C-32 (autostrada Pau Casals), per l'aeroporto di Barcellona-El Prat e Barcellona lungo la costa.

### Assistenza sanitaria
L'ospedale più vicino (Hospital Comarcal del Vendrell) si trova a El Vendrell, 8 km a nord-est.

## Turismo

### Attrazioni vicine
- Vil·la Casals, la casa-museo del violoncellista Pau Casals. Si trova 2,5 km a est;
- Arco di Berà, romano, risale al I secolo a.C. Si trova 6,6 km a ovest;
- Torre degli Scipioni, romana, risale al I secolo a.C. Si trova 21 km a ovest;
- Acquedotto di Les Ferreres, noto anche come "Ponte del Diavolo", romano, probabilmente dell'epoca di Augusto (27 a.C.-14 d.C.). Si trova 30 km a ovest;
- Le rovine romane di Tarraco (antico nome di Tarragona) sono state classificate patrimonio dell'umanità dall'UNESCO. Un altro edificio interessante è la Cattedrale, risalente al XII-XIII secolo e che combina elementi architettonici romanici e gotici. Si trovano 31 km a ovest;
- Monastero di Santes Creus, in stile gotico, risale al XII-XIII secolo. Si trova 35 km a nord-ovest.

### Porto sportivo
Il porto sportivo di Comarruga è stato costruito nel 1976 ed è gestito dal Club Nàutic Coma-ruga.